# Priceville, Alabama
Priceville là một thị trấn thuộc quận Morgan, tiểu bang Alabama, Hoa Kỳ. Dân số năm 2009 là 2883 người, mật độ đạt 213 người/km².